# Nić matrycowa
Nić matrycowa, nić antysensowna, nić − – jedna z dwóch nici DNA, której sekwencja nukleotydowa jest komplementarna do pierwotnego produktu transkrypcji mRNA oraz do nici kodującej (sensownej). Służy za matrycę podczas transkrypcji.